# نافلة

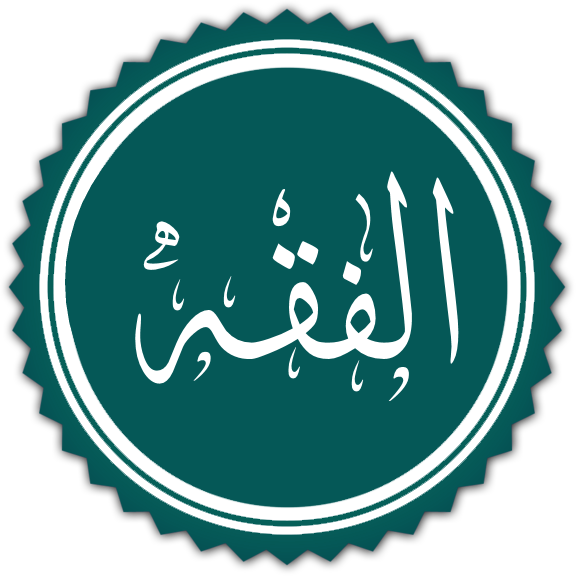

النافلة أو النفل والجمع نوافل وهي: في اللغة بمعنى: «الزيادة». ومعناها في المصطلح الإسلامي: الزيادة على الفرض سواء كانت في العبادات أو في المعاملات. إلا أنها تستعمل في العبادات وفي الصلاة بوجه خاص.[بحاجة لمصدر]
ما زاد على الفريضة. وهي تنقسم لقسمين: النافلة التابعة للفريضة وتسمى: صلاة الراتبة، والنافلة غير التابعة للفريضة.

## معنى النافلة في اللغة
جاء في معجم المعاني أن النَّافِلَةُ هي ما زاد على النَّصِيب أَو الحقَ أَو الفَرض، وفي التنزيل العزيز: قالب:قرآن-سورة 17 آية 79 (سورة الإسراء آية 79).